# 拉沙佩勒-圣马丹昂普莱讷
拉沙佩勒-圣马丹昂普莱讷（法語：La Chapelle-Saint-Martin-en-Plaine，法語發音：[la ʃapɛl sɛ̃ maʁtɛ̃ ɑ̃ plɛn]）是法国卢瓦-谢尔省的一个市镇，位于该省中部，属于布卢瓦区。该市镇总面积22.83平方公里，2009年时的人口为663人。

## 地名
“拉沙佩勒”中文含义为“小教堂”，“昂普莱讷”意为“平原地区”，“圣马丹”为法国宗教人物，指图尔的马丁。

## 人口
拉沙佩勒-圣马丹昂普莱讷人口变化图示